# Campaña Jingnan
La campaña Jingnan, o rebelión Jingnan, fue una guerra civil en los primeros años de la dinastía Ming de China entre el emperador Jianwen y su tío Zhu Di, el príncipe de Yan. Comenzó en 1399 y duró tres años. La campaña terminó después de que las fuerzas del Príncipe de Yan capturaron la capital imperial Nanjing. La caída de Nanjing fue seguida por la muerte del Emperador Jianwen, y Zhu Di fue coronado Emperador de Yongle.

## Antecedentes
Después de establecer la Dinastía Ming, Zhu Yuanzhang comenzó a consolidar la autoridad de la corte real. Asignó territorios a los miembros de la familia real y los ubicó en todo el imperio. Estos miembros de la familia real no tenían el poder administrativo sobre su territorio, pero tenían derecho a un ejército personal que iba de 3000 a 19 000 hombres. Los miembros de la realeza que estaban estacionados en la frontera norte tenían derecho a fuerzas aún mayores. Por ejemplo, se decía que el [Zhu Quan| Príncipe de Ning]] tenía un ejército de más de 80 000 hombres.
El príncipe heredero original Zhu Biao murió a los 36 años en 1392, y su hijo Zhu Yunwen fue nombrado príncipe heredero. Zhu Yunwen era el sobrino de los príncipes territoriales, y se sintió amenazado por su poder militar. En mayo de 1398, Zhu Yunwen ascendió al trono y se convirtió en el emperador de Jianwen tras la muerte de Zhu Yuanzhang. Los príncipes recibieron la orden de permanecer en sus respectivos territorios cuando el nuevo emperador comenzó a planificar la reducción de su poder militar con sus asociados cercanos Qi Tai y Huang Zicheng.

## Preludio

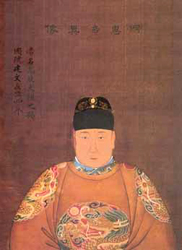
Emperador Jianwen

Inmediatamente después de su ascenso al trono, Zhu Yunwen, ahora el Emperador Jianwen, comenzó el plan para reducir el poder de cada príncipe territorial. Se propuso que el poder de Zhu Di, el Príncipe de Yan, se redujera primero ya que tenía el territorio más grande, pero la propuesta fue rechazada.
En julio de 1398, el Príncipe de Zhou fue arrestado en Kaifeng por traición cargos. Fue despojado de su estatus real y exiliado a Yunnan.
En abril de 1399, los príncipes de Qi, Xiang y Dai fueron despojados de su estatus real. Los príncipes de Qi y Dai fueron puestos bajo arresto domiciliario en Nanjing y Datong, respectivamente, mientras que el príncipe de Xiang se suicidó. Dos meses más tarde, el Príncipe de Min también perdió su estatus real y fue exiliado a Fujian. A medida que crecía la brecha entre los príncipes regionales y la corte imperial, el Príncipe de Yan, que comandaba el ejército más poderoso, asumió efectivamente el papel de líder.

## Etapa inicial, 1399

### Ataque a Beiping

Emperador Yongle

En diciembre de 1398, para evitar el posible ataque del Príncipe de Yan, el Emperador de Jianwen nombró a varios funcionarios imperiales para Beiping (actual Beijing), donde estaba destinado Zhu Di. En respuesta, Zhu Di fingió estar enfermo mientras se preparaba para la guerra prevista. Sin embargo, la conspiración fue denunciada al personal imperial en Beiping por uno de los bastones de la corte de Yan. Como resultado, la corte imperial ordenó el arresto del Príncipe de Yan. Zhang Xin, uno de los oficiales imperiales, decidió filtrar la orden imperial al Príncipe de Yan. Para prepararse para el inminente arresto, Zhu Di ordenó a su general Zhang Yu que reuniera 800 hombres para patrullar la residencia de Yan en Beiping.
En julio, el bastón imperial rodeó la residencia de Yan, y Zhu Di respondió ejecutando el bastón imperial y asaltó las puertas de Beiping. Al anochecer, Zhu Di estaba en control de la ciudad y se rebeló oficialmente contra la corte imperial. Durante los siguientes días, las fuerzas de Yan capturaron Tongzhou, Jizhou, Dunhua y Miyun. A finales de julio, el paso de Juyong, Huailai y Yongping cayeron en manos de las fuerzas de Yan y toda la zona de Beiping quedó efectivamente bajo el control de Yan.
Cuando las fuerzas de Yan capturaron a Huailai, el Príncipe de Gu huyó a Nanjing desde su territorio en Xuanfu, que estaba situado cerca de las fuerzas de Yan. En agosto, la orden imperial exigió que el Príncipe de Liao y Ning volviera a Nanjing. El Príncipe de Liao aceptó la orden mientras que el Príncipe de Ning la rechazó. El Príncipe de Dai tenía la intención de apoyar a las fuerzas de Yan, pero fue obligado a permanecer bajo arresto domiciliario en Datong.

## Respuesta del gobierno, 1399-1400

### Primera ofensiva
En julio de 1399, las noticias de la rebelión habían llegado a Nanjing. El emperador Jianwen ordenó la remoción del estatus real del Príncipe de Yan y comenzó a reunir un ataque contra las fuerzas de Yan. Se estableció un cuartel general para la expedición en Zhending, provincia de Hebei.
Dado que muchos de los generales de la corte de Ming habían muerto o habían sido purgados por Zhu Yuanzhang, la falta de comandantes militares experimentados era una preocupación importante. Sin otras opciones, Geng Bingwen, de 65 años de edad, fue nombrado comandante y dirigió 130 000 soldados del gobierno en el norte en una expedición contra las fuerzas de Yan. El 13 de agosto, las fuerzas del gobierno llegaron a Zhending. Para preparar la ofensiva, las fuerzas se dividieron y se estacionaron en Hejian, Zhengzhou y Xiongxian por separado. El 15 de agosto, las fuerzas de Yan asaltaron por sorpresa Xiongxian y Zhengzhou y capturaron ambas ciudades mientras estas unían sus fuerzas.
Uno de los generales del campamento de Geng Bingwen se rindió a Zhu Di y le informó de las posiciones de las fuerzas de Geng Bingwen. Zhu Di instruyó al general para que devolviera el mensaje de que las fuerzas Yan se acercaban pronto, para convencer a Geng Bingwen de que reuniera sus fuerzas para preparar el ataque general.
El 24 de agosto, las fuerzas de Yan llegaron a Wujixian. Basándose en la información obtenida de los locales y las tropas rendidas, comenzaron a prepararse para atacar a las fuerzas del gobierno.
Las fuerzas de Yan lanzaron un ataque sorpresa sobre Geng Bingwen al día siguiente, y se produjo una batalla a gran escala. Zhu Di dirigió personalmente una fuerza de ataque contra el flanco de las fuerzas del gobierno, y Geng Bingwen sufrió una aplastante derrota  dando como resultado que más de 3000 hombres se rindieron a las fuerzas de Yan, y el resto de las fuerzas del gobierno huyeron a Zhending. El general Gu Cheng se rindió a Zhu Di. Durante los días siguientes las fuerzas de Yan intentaron capturar Zhending pero no tuvieron éxito. El 29 de agosto las fuerzas de Yan se retiraron de nuevo a Beiping. Gu Cheng fue enviado de vuelta a Beiping para ayudar a Zhu Gaochi con la defensa de la ciudad.

### Segunda ofensiva
Mientras las noticias de la derrota de Geng Bingwen llegaban a Nanjing, el Emperador de Jianwen comenzaba a preocuparse por la guerra. Li Jinglong fue propuesto por Huang Zicheng como nuevo comandante, y la propuesta fue aceptada a pesar de la oposición de Qi Tai. El 30 de agosto, Li Jinglong lideró un total de 500 000 hombres y avanzó a Hejian. Cuando la noticia llegó al campamento de Yan, Zhu Di estaba seguro de una victoria de Yan al detectar la debilidad de Li Jinglong.

#### Defensa de Beiping
El 1 de septiembre, las fuerzas del gobierno de Liaodong comenzaron a sitiar la ciudad de Yongping. Zhu Di dirigió las fuerzas de Yan para reforzar la ciudad el 19 de septiembre y derrotó a las fuerzas de Liaodong el 25 de septiembre. Tras la victoria, Zhu Di decidió asaltar la ciudad de Daning controlada por el Príncipe de Ning para anexar su ejército. Las fuerzas de Yan llegaron a Daning el 6 de octubre y Zhu Di entró en la ciudad. Pudo obligar al Príncipe de Ning y a las tropas de Daning a someterse a él, y la fuerza de las fuerzas de Yan aumentó significativamente.
Al enterarse de que Zhu Di estaba fuera en Daning, las fuerzas del gobierno lideradas por Li Jinglong cruzaron el puente de Lugou y comenzaron a atacar Beiping. Sin embargo, Zhu Gaochi fue capaz de contener los ataques. En una ocasión, las fuerzas del gobierno casi irrumpieron en la ciudad, pero el ataque fue frenado por un sospechoso Li Jinglong. La temperatura en Beiping está bajo cero durante el mes de octubre, y los defensores de Yan vertieron agua en las murallas de la ciudad al anochecer. Como los muros estaban cubiertos de hielo al día siguiente, las fuerzas del gobierno se vieron impedidas de escalar los muros. Las fuerzas del gobierno estaban compuestas por soldados del sur, y no pudieron sostener su ataque en el clima frío.

#### Batalla de Zhengcunba
El 19 de octubre, las fuerzas de Yan se reunieron en Huizhou y comenzaron su marcha de regreso a Beiping. Para el 5 de noviembre, las fuerzas de Yan estaban en las afueras de Beiping y derrotaron a las fuerzas de exploradores de Li Jinglong. El ejército principal de cada bando se enfrentó en Zhengcunba para una batalla importante en el mismo día, y las fuerzas de Li Jinglong sufrieron una aplastante derrota. Al anochecer, Li Jinglong se retiró de Zhengcunba apresuradamente y la fuerza de ataque restante en Beiping fue posteriormente rodeada y derrotada por las fuerzas de Yan.
La batalla de Zhengcunba concluyó con la retirada de Li Jinglong de vuelta a Dezhou. Las fuerzas del gobierno perdieron más de 100 000 hombres en esta batalla. El 9 de noviembre, Zhu Di volvió a Beiping y escribió a la corte imperial sobre su intención de retirar a Qi Tai y Huang Zicheng de su puesto. El emperador Jianwen se negó a responder. En diciembre, Wu Gao fue destituido de su puesto en Liaodong por la corte imperial, y Zhu Di decidió atacar Datong. Las fuerzas de Yan llegaron a Guangchang el 24 de diciembre, y la guarnición se rindió. El 1 de enero de 1400, las fuerzas de Yan llegaron a Weizhou y no encontraron ninguna resistencia una vez más. El 2 de febrero, las fuerzas de Yan llegaron a Datong y comenzaron su asedio a la ciudad. La importancia estratégica de Datong era significativa para la corte imperial, y Li Jinglong se vio obligado a reforzar la ciudad de manera apresurada. Sin embargo, Zhu Di regresó a Beiping antes de que las fuerzas del gobierno pudieran llegar y estas fuerzas sufrieron un número considerable de bajas no relacionadas con el combate. Con sus tropas agotadas, Jinglong escribió a Zhu Di y solicitó un armisticio. Durante el ataque en Datong, varias fuerzas de Mongolia se rindieron a las fuerzas de Yan. En febrero, la guarnición de Baoding también se rindió.

#### Batalla del río Baigou
En abril de 1400, Li Jinglong movilizó 600 000 hombres y comenzó a avanzar hacia el norte, hacia el río Baigou. El 24 de abril, las fuerzas de Yan se enfrentaron a las fuerzas del gobierno en una batalla decisiva. Las fuerzas del gobierno tendieron una emboscada a Zhu Di, y las fuerzas de Yan sufrieron una serie de derrotas inicialmente. Las fuerzas gubernamentales colocaron minas terrestres en la senda de retirada de las fuerzas de Yan lo que infligió grandes pérdidas al ejército de Yan en su camino de regreso al campamento. Al día siguiente se produjo una nueva batalla y las fuerzas gubernamentales lograron atacar la retaguardia de las fuerzas de Yan. Zhu Di lideró una carga personal contra la fuerza principal de Li Jinglong, y la batalla se convirtió en un punto muerto cuando Zhu Gaochi llegó con refuerzos. En este punto, el viento comenzó a soplar y partió la bandera de Li Jinglong por la mitad, lo que llevó al caos en el campamento del gobierno. Zhu Di aprovechó la oportunidad y lanzó un asalto general y derrotó a las fuerzas del gobierno. Más de 100 000 soldados del gobierno se rindieron a las fuerzas de Yan, y Li Jinglong se retiró de nuevo a Dezhou.
El 27 de abril, las fuerzas de Yan comenzaron a marchar hacia Dezhou para sitiar la ciudad. Las fuerzas de Yan capturaron Dezhou el 9 de mayo y Li Jinglong se vio obligado a huir a Jinan. Las fuerzas de Yan siguieron inmediatamente y rodearon la ciudad de Jinan el 15 de mayo y Li Jinglong huyó a Nanjing. A pesar de perder todo el ejército y ser condenado por la corte imperial, Li Jinglong se salvó de la ejecución.

## Estancamiento, 1400-1401

### Batalla de Jinan

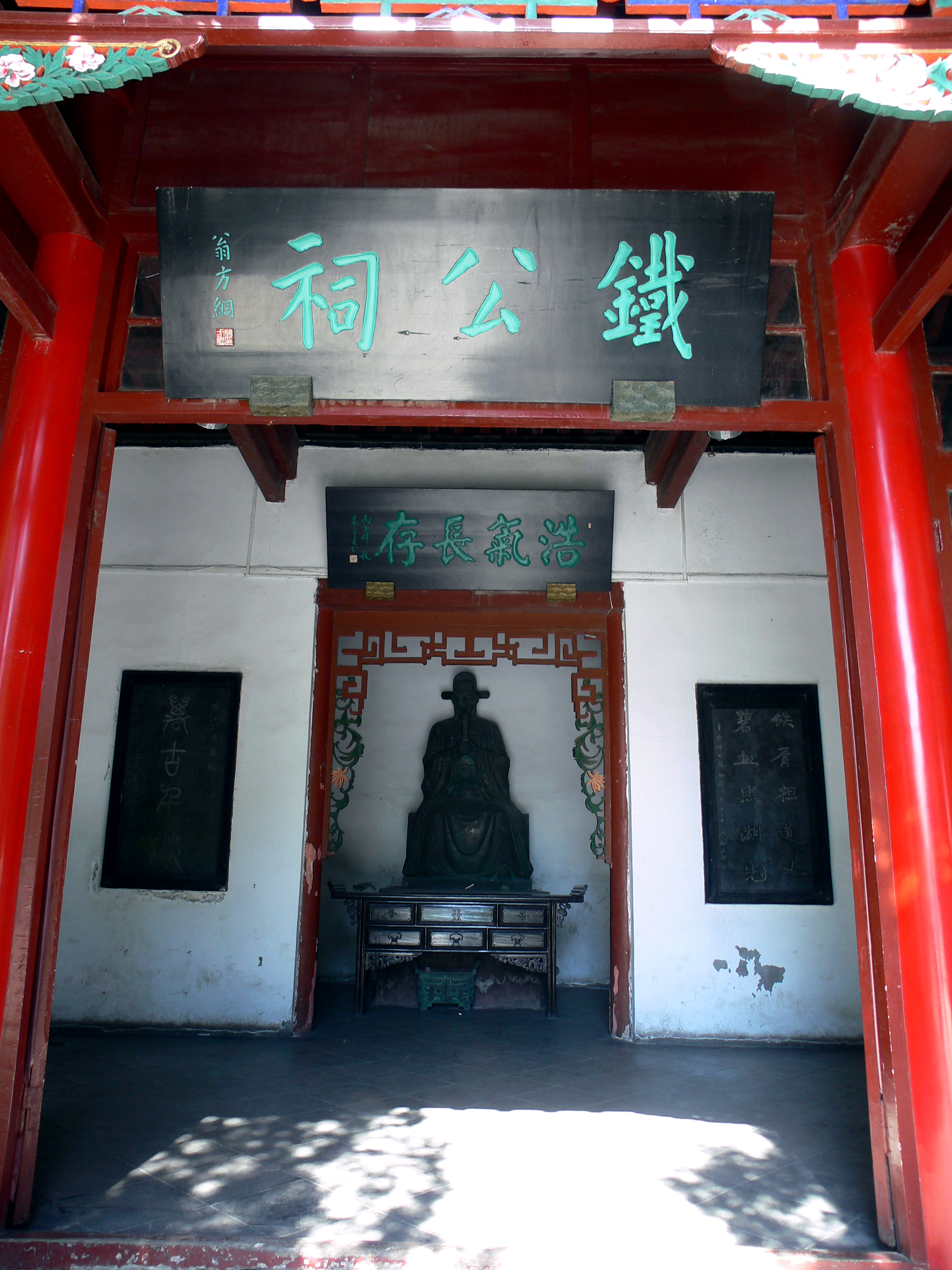
Templo de Tie Xuan en el Lago Daming, Jinan

Como la ciudad de Jinan estaba bajo asedio de las fuerzas de Yan, los defensores dirigidos por Tie Xuan y Sheng Yong se negaron a rendirse. El 17 de mayo, las fuerzas de Yan desviaron el río para inundar la ciudad. Tie Xuan fingió rendirse y atrajo a Zhu Di a la puerta de la ciudad. Cuando Zhu Di se acercó a ella, fue emboscado por las fuerzas del gobierno y huyó al campamento. El asedio continuó durante los tres meses siguientes. La importancia estratégica de Jinan era crucial, y Zhu Di estaba decidido a capturar la ciudad. Después de sufrir varios reveses durante el asedio, Zhu Di recurrió al uso de cañones. En respuesta, los defensores recurrieron a colocar varias placas escritas con el nombre de Zhu Yuanzhang, padre de Zhu Di, en lo alto de las murallas de la ciudad. Zhu Di se vio obligado a detener el bombardeo.
En junio, el emperador Jianwen envió un enviado para negociar la paz, pero fue rechazado por Zhu Di. Los refuerzos del gobierno llegaron a Hejian alrededor de julio, e interrumpieron la línea de suministro de las fuerzas de Yan. Con la línea de suministro amenazada, Zhu Di se vio obligado a retirarse de nuevo a Beiping el 16 de agosto. La guarnición de Jinan hizo un seguimiento y recapturó la ciudad de Dezhou. Tanto Tie Xuan como Sheng Yong fueron ascendidos para reemplazar el puesto de mando que antes dirigía Li Jinglong. Las fuerzas del gobierno avanzaron hacia el norte y se establecieron en Dingzhou y Cangzhou.

### La batalla de Dongchang
En octubre de 1400, Zhu Di fue informado de que las fuerzas del gobierno marchaban hacia el norte y decidió lanzar un ataque preventivo contra Cangzhou. Saliendo de Tongzhou el 25 de octubre, las fuerzas de Yan llegaron a Cangzhou el 27 de octubre y capturaron la ciudad en dos días. Las fuerzas de Yan cruzaron el río y llegaron a Dezhou el 4 de noviembre.  Zhu Di intentó convocar a Sheng Yong para que se rindiera, pero fue rechazado. Sheng Yong fue derrotado mientras dirigía un ataque a la retaguardia del ejército de Yan. En noviembre, las fuerzas de Yan llegaron a Linqing y Zhu Di decidió interrumpir la línea de suministro del gobierno para obligar a Sheng Yong a abandonar Jinan. Para contrarrestar esto, Sheng Yong planeó una batalla decisiva en Dongchang, y armó a sus tropas con armas de pólvora y  ballestas venenosas.

El 25 de diciembre, las fuerzas de Yan llegaron a Dongchang. Sheng Yong logró atraer a Zhu Di a su cerco, en el que el general de Yan, Zhang Yu, murió en acción mientras intentaba sacar a Zhu Di. Aunque Zhu Di pudo huir del campo de batalla, las fuerzas de Yan sufrieron otra derrota al día siguiente y se vieron obligadas a retirarse. El 16 de enero de 1401, las fuerzas de Yan volvieron a Beiping. La batalla de Dongchang fue la mayor derrota sufrida por Zhu Di desde el comienzo de la campaña y le entristeció especialmente la muerte de Zhang Yu. Durante la batalla, Zhu Di casi fue abatido en numerosas ocasiones. Sin embargo, las fuerzas del gobierno fueron instruidas por el emperador Jianwen para que se abstuvieran de matar a Zhu Di, de lo cual se aprovechó el Príncipe de Yan.
Las noticias de la victoria después de la batalla de Dongchang fueron bien recibidas por el Emperador Jianwen. En enero de 1401, Qi Tai y Huang Zicheng fueron restaurados en sus puestos, y el emperador pasó a adorar el Templo Imperial Ancestral en Nanjing.  La moral militar de las fuerzas de Sheng Yong recibió un impulso significativo, y las fuerzas de Yan se mantuvieron alejadas de Shandong en los ataques posteriores.

### Batalla del Río Jia-Gaocheng
La derrota en Dongchang fue una pérdida humillante para Zhu Di, pero su consejero cercano Yao Guangxiao apoyó la continuación de las operaciones militares. Las fuerzas de Yan se movilizaron de nuevo el 16 de febrero de 1401 y marcharon hacia el sur.
En previsión de un ataque de Yan, Sheng Yong se estacionó en Dezhou con 200 000 soldados, mientras que el resto de las fuerzas se ubicaron en Zhending. Zhu Di decidió atacar primero a Sheng Yong. El 20 de marzo, las fuerzas de Yan se encontraron con las fuerzas de Sheng Yong en el río Jia, cerca de Wuyi. El 22 de marzo, las fuerzas de Yan cruzaron el río Jia. Viendo que el campamento de Sheng Yong estaba fuertemente custodiado, Zhu Di decidió explorar personalmente al oponente para buscar puntos débiles. Como el emperador Jianwen prohibió el asesinato de Zhu Di, las fuerzas del gobierno se abstuvieron de disparar a Zhu Di mientras exploraba con un mínimo de acoso.
Después de la operación de exploración, Zhu Di lideró las fuerzas de Yan y atacó el ala izquierda de Sheng Yong. La batalla subsiguiente duró hasta el anochecer, en la que ambos bandos sufrieron el mismo número de bajas. Ambos se enfrentaron de nuevo al día siguiente. Después de varias horas de intenso combate, el viento comenzó a soplar de repente del noreste al suroeste hacia las posiciones del gobierno que no pudieron luchar contra el viento cuando las fuerzas de Yan atropellaron sus posiciones. Sheng Yong se vio obligado a retirarse a Dezhou. Los refuerzos del gobierno de Zhending también se retiraron después de escuchar la noticia de la derrota de Sheng Yong.
La Batalla del Río Jia reestableció la ventaja militar para el Príncipe de Yan. El 4 de marzo, Qi Tai y Huang Zicheng fueron considerados responsables de la pérdida y fueron despedidos de su puesto. El emperador les ordenó reclutar tropas de otras áreas.
Después de la derrota de Sheng Yong en el río Jia, las fuerzas de Yan avanzaron a Zhending. Zhu Di logró atraer a las fuerzas del gobierno fuera de la ciudad y las enfrentó en Gaocheng el 9 de marzo. Frente a las armas de pólvora y las ballestas utilizadas por las fuerzas del gobierno, el ejército de Yan sufrió grandes pérdidas. La batalla se produjo al día siguiente, y un fuerte viento comenzó a soplar. Las fuerzas del gobierno fueron incapaces de mantener su posición y fueron aplastadas por las fuerzas de Yan.
Desde el río Baigou hasta el río Jia y Gaocheng, las fuerzas de Yan fueron ayudadas por el viento en todas estas ocasiones. Zhu Di estaba convencido de que las fuerzas de Yan estaban destinadas a la victoria.

### Batallas subsiguientes
Inmediatamente después de la batalla del río Jia-Gaocheng, las fuerzas de Yan tomaron la iniciativa y marcharon hacia el sur sin resistencia. Zhu Di exigió conversaciones de paz y el emperador Jianwen consultó con el consejero Fang Xiaoru para obtener su opinión. Fang Xiaoru sugirió fingir una negociación mientras ordenaba a las fuerzas de Liaodong que atacaran Beiping. La estrategia no funcionó como estaba previsto, y en mayo Sheng Yong envió un ejército para atacar la línea de suministro del ejército de Yan. Zhu Di afirmó que Sheng Yong se negó a detener las acciones militares con malas intenciones, y logró convencer al emperador Jianwen para que encarcelara a Sheng Yong.
Como ambas partes dejaron de negociar, Zhu Di decidió asaltar la línea de suministro de las fuerzas del gobierno para matar de hambre a los defensores en Dezhou. El 15 de junio, las fuerzas de Yan destruyeron con éxito el principal almacén de alimentos de las fuerzas gubernamentales en Pei, y Dezhou estuvo al borde del colapso. En julio, las fuerzas de Yan capturaron a Pengde y Linxian. El 10 de julio, las fuerzas gubernamentales de Zhending lanzaron una incursión en Beiping. Zhu Di dividió el ejército para reforzar Beiping y derrotó a las fuerzas del gobierno el 18 de septiembre. Con la esperanza de invertir las mareas de la batalla, el consejero imperial Fang Xiaoru intentó intensificar la desconfianza existente entre el primer y segundo hijo de Zhu Di, Zhu Gaochi y Zhu Gaoxu, pero la estrategia falló una vez más.
El 15 de julio, las fuerzas del gobierno lideradas por Fang Zhao de Datong comenzaron a acercarse a Baoding, amenazando a Beiping, y Zhu Di se vio obligado a retirarse. Las fuerzas de Yan obtuvieron una victoria decisiva en Baoding el 2 de octubre, y Fang Zhao se retiró de nuevo a Datong. El 24 de octubre, las fuerzas de Yan volvieron a Beiping y las del gobierno de Liaodong intentaron asaltar la ciudad de nuevo, pero el ataque fue repelido.
La Campaña Jingnan había estado en marcha durante más de dos años hasta este momento. A pesar de las numerosas victorias, las fuerzas de Yan no pudieron mantener los territorios debido a la falta de mano de obra.

## Ofensiva de Yan, 1401-1402

### Avance hacia el sur
En el invierno de 1401, Zhu Di decidió alterar la estrategia ofensiva general. Las fuerzas de Yan debían saltar los bastiones de las fuerzas del gobierno, y avanzar directamente al sur hacia el río Yangtze.
El 2 de diciembre, las fuerzas de Yan se movilizaron y comenzaron a avanzar hacia el sur. En el mes de enero, las fuerzas de Yan irrumpieron en Shandong y capturaron Dong'e, Dongping, Wenshang y Pei. El 30 de enero de 1402, las fuerzas de Yan llegaron a Xuzhou, el principal centro de transporte.
En respuesta a la movilización de las fuerzas de Yan, el emperador Jianwen ordenó a Mei Ying que defendiera Huai'an, y ordenó a Xu Huizu que reforzara Shandong. El 21 de febrero, las fuerzas del gobierno de Xuzhou se negaron a comprometerse con las fuerzas de Yan para centrarse en la defensa de la ciudad después de sufrir una derrota.

### Batalla de Lingbi
Zhu Di decidió saltarse Xuzhou y continuó avanzando hacia el sur. Las fuerzas de Yan pasaron por Suzhou, defendidas por Pin An, y llegaron a Bengbu el 9 de marzo. Ping An persiguió a las fuerzas de Yan pero fue emboscado por Zhu Di en el río Fei el 14 de marzo, lo que obligó a Pin An a retirarse a Suzhou.
El 23 de marzo, Zhu Di envió un ejército para interrumpir la línea de suministro de Xuzhou. Las fuerzas de Yan llegaron al río Sui el 14 de abril y se establecieron al otro lado del río frente al campamento del gobierno. El 22 de abril estalló una batalla en la que salieron victoriosas las fuerzas gubernamentales dirigidas por Xu Yaozu. Como las fuerzas gubernamentales tuvieron victorias una tras otra, la moral militar de las fuerzas de Yan comenzó a caer en picado. Los soldados de las fuerzas de Yan eran en su mayoría del norte y no estaban acostumbrados al calor cuando se acercaba el verano. Los generales de Zhu Di propusieron una retirada para reagruparse, lo que Zhu Di rechazó.
Durante este tiempo, la corte imperial recibió rumores de que las fuerzas Yan se habían retirado al norte. El emperador Jianwen recordó a Xu Yaozu de vuelta a Nanjing lo que redujo el poder del gobierno al norte del río Yangtsé. El 25 de abril, las fuerzas del gobierno trasladaron el campamento a Lingbi y comenzaron a establecer fortificaciones. Se produjeron una serie de batallas, y las fuerzas gubernamentales se quedaron sin alimentos a medida que las fuerzas de Yan bloquearon con éxito su línea de suministro. Con la inminente escasez de alimentos, las fuerzas gubernamentales planearon romper el cerco de Yan y reagruparse en el río Huai. La señal de salida se decidió con tres disparos de cañón. Al día siguiente, las fuerzas de Yan atacaron la fortificación de Lingbi con la misma señal. Las fuerzas del gobierno se derrumbaron completamente en un estado de confusión cuando las fuerzas de Yan tomaron por asalto el control y terminaron la batalla.
La principal fuerza de las fuerzas gubernamentales fue aplastada decisivamente en la batalla de Lingbi, y las fuerzas de Yan fueron ahora incomparables al norte del río Yangtsé.

### Caída de Nanjing
Después de la batalla de Lingbi, las fuerzas de Yan avanzaron directamente hacia el sureste y capturaron Sizhou el 7 de mayo. Sheng Yong intentó establecer una línea defensiva en el río Huai para evitar que las fuerzas de Yan lo cruzaran. Como el ataque fue detenido en Huai'an, Zhu Di dividió el ejército y lanzó un ataque convergente contra Sheng Yong, que fue derrotado, y las fuerzas de Yan capturaron Xuyi.
El 11 de mayo, las fuerzas de Yan marcharon hacia Yangzhou, y la ciudad se rindió una semana después. La cercana ciudad de Gaoyou también se rindió poco después.
La caída de Yangzhou fue un golpe devastador para las fuerzas del gobierno, ya que la capital imperial Nanjing estaba ahora expuesta a un ataque directo. Después de discutir con Fang Xiaoru, el emperador Jianwen decidió negociar de nuevo con Zhu Di para retrasar el ataque mientras pedía ayuda a otras provincias. Las provincias cercanas de Suzhou, Ningbo y Huizhou enviaron un ejército para proteger la capital imperial.
El 22 de mayo, Zhu Di rechazó la negociación del armisticio. El 1 de junio, las fuerzas de Yan estaban a punto de cruzar el río Yangtsé, pero se encontró con una firme resistencia de Sheng Yong. Después de sufrir algunos reveses, Zhu Di estaba considerando si aceptaba la oferta de paz y se retiraba al norte. Zhu Gaoxu llegó con refuerzos en un momento decisivo y aplastó a las fuerzas de Sheng Yong. Durante la preparación para el cruce del río, las fuerzas de Yan obtuvieron varios buques de guerra de la marina del gobierno. Las fuerzas de Yan cruzaron el río Yangtze desde Guazhou el 3 de junio, y Sheng Yong fue una vez más derrotado. El 6 de junio, Zhenjiang cayó ante las fuerzas de Yan.
Para el 8 de junio, las fuerzas de Yan avanzaron a 30 km al este de Nanjing. La corte imperial estaba en estado de pánico, y el emperador de Jianwen despachó frenéticamente varios enviados con la esperanza de negociar un armisticio. Zhu Di rechazó la idea y las fuerzas de Yan marcharon hacia la capital imperial.
Nanjing fue aislado efectivamente el 12 de junio. Todos los mensajeros enviados a otras provincias fueron interceptados por las fuerzas de Yan, y no había ningún refuerzo a la vista para la capital imperial. El 13 de julio de 1402, las fuerzas de Yan llegaron a Nanjing. Los defensores de la ciudad decidieron abrir la puerta de la ciudad y rendirse sin resistencia. Con la caída de Nanjing al ejército del Príncipe de Yan, la campaña de Jingnan había llegado a su fin.

## Consecuencias
Mientras las fuerzas de Yan marchaban hacia Nanjing, el emperador Jianwen incendió el palacio imperial con desesperación. El cuerpo de la Emperatriz Ma fue localizado después pero el cuerpo del Emperador de Jianwen había desaparecido y nunca fue encontrado. Se alegó que el emperador escapó por los túneles y se escondió.
Zhu Di decidió continuar y celebrar un funeral imperial para el emperador para implicar su muerte al público en general. El 17 de junio, Zhu Di fue coronado en el palacio imperial y se convirtió en el emperador Yongle. Todas las políticas de Jianwen fueron revertidas a las políticas originales establecidas durante el reinado del emperador Hongwu.
El 25 de junio, Qi Tai, Huang Zicheng y Fang Xiaoru fueron todos ejecutados, y sus familias exterminadas. Varios consejeros imperiales del emperador Jianwen fueron ejecutados o se suicidaron, y sus familias fueron exiliadas por el nuevo gobierno. La mayoría de estas familias fueron perdonadas y se les permitió regresar a su tierra natal durante el reinado del emperador Hongxi.

## Influencias
Durante los primeros años del reinado del emperador Yongle, los príncipes territoriales fueron restaurados de sus posiciones. Sin embargo, fueron reubicados lejos de las fronteras, y gradualmente despojados de su poder militar. Con las políticas subsiguientes aplicadas por el emperador Yongle, el emperador logró consolidar el poder del gobierno central. En 1426, el emperador Xuande logró obligar a todos los príncipes territoriales a renunciar a su ejército personal restante después de suprimir la rebelión de Zhu Gaoxu.
El emperador Yongle comenzó los preparativos para trasladar la capital imperial a Beiping en 1403, un proceso que duró todo su reinado. La construcción de la futura Ciudad Prohibida junto con la reestructuración del  Gran Canal estaban en curso constantemente. En 1420, se completó la reconstrucción de la Ciudad de Beiping, y la Dinastía Ming trasladó oficialmente la capital imperial a Beiping y rebautizó la ciudad con el nombre de Pekín. Con la excepción de la  República China entre 1928 y 1949, Pekín sigue siendo la capital fija de China desde entonces.